# Цементарница 55 Скопие
Цементарница (на македонска литературна норма: Цементарница) е футболен клуб от град Скопие, Северна Македония, основан 1955 г. Домакинските си мачове играе на собствения си стадион със същото име „Цементарница“. Екипите на клуба са в синьо и бяло. Треньор е Драган Стефановски.

## Постижения
- 2002/03, носител на купата на Македония